# خوسيه بيدرو مونتيرو
خوسيه بيدرو مونتيرو (بالإسبانية: José Pedro Montero) (و. 1878 – 1927 م) هو سياسي من باراغواي ولد في أسونسيون.
تولى منصب رئيس الباراغواي .